# Abborragylet (Örkeneds socken, Skåne)
Abborragylet är en sjö i Osby kommun i Skåne och ingår i Skräbeåns huvudavrinningsområde.